# Incident sous-marin au large de la péninsule de Kola
Opération Holy Stone
L’incident sous-marin au large de la péninsule de Kola est la collision entre le sous-marin nucléaire d'attaque de l'US Navy USS Grayling et le sous-marin nucléaire lanceur d'engins de la Marine russe K-407 Novomoskovsk à 100 milles au nord de la base navale russe de Severomorsk, le 20 mars 1993. L'incident a lieu alors que le sous-marin américain, qui suivait le bâtiment russe, perd temporairement la trace du Novomoskovsk. Lorsque le Grayling réacquière l'écho du Novomoskovsk, la faible distance de seulement un demi-mille rend la collision inévitable. L'incident a lieu une semaine seulement avant le sommet organisé entre le président américain Bill Clinton et le président de la fédération de Russie Boris Eltsine.

## Incident précédent
Malgré la fin de la guerre froide et la chute de l'Union soviétique en 1991, le gouvernement des États-Unis charge l'US Navy de continuer à mener une surveillance resserrée des bases de sous-marins nucléaires russes afin de surveiller leur activité, et en particulier celle liée aux actifs stratégiques restés sous contrôle russe. Ce type de surveillance sous-marine est connue officiellement sous le nom d’opération Holy Stone et opération Pinnacle ou « Bollard » dans le jargon des sous-mariniers. La collecte de renseignements comprenait la mise sur écoute des câbles de communication sous-marins russes, l'enregistrement des sons émis par les anciens sous-marins soviétiques (encore en activité), et l'observation des tests de missiles mer-sol réalisés depuis des sous-marins.
Le 11 février 1992, le sous-marin nucléaire d'attaque USS Baton Rouge entre en collision avec le sous-marin nucléaire russe K-276 Kostroma au large de Severomorsk. La mission supposée du Baton Rouge est alors de déposer ou de récupérer sur le fond marin du matériel permettant la collecte de renseignement. La presse américaine affirme que le sous-marin surveillait les communications sans fil entre différentes bases russes mais les Russes ainsi que d'autres sources affirment que les deux bâtiments étaient engagés dans un « jeu du chat et de la souris »,,,.
Selon certaines sources, le Baton Rouge est rayé des listes de la marine américaine à la suite de l'incident en raison du coût élevé de réparation de la coque endommagée, ainsi qu'à la nécessité dans le même temps de remplacer son combustible nucléaire,

## La collision
Le Novomoskovsk, commandé par le capitaine de premier rang Andreï Boulgarkov était en exercices d'entraînement au combat à 105 milles marins (194 km) au nord de Mourmansk. Ayant atteint l'extrémité nord de la zone définie pour ses exercices le Novomoskovsk fait demi-tour à une vitesse comprise entre 16 et 18 nœuds (30 à 33 km/h). Vingt-cinq minutes plus tard, alors qu'il se trouvait à 74 mètres de profondeur, le Novomoskovsk ressent un impact suivi d'un bruit de crissement. Dans les secondes qui suivent, son sonar localise des bruits en provenance d'un sous-marin étranger croisant à proximité immédiate. Avant de quitter la zone, le Grayling s'assure que le sous-marin russe n'avait pas subi d'importants dégâts.
Une enquête révèle que le Grayling avait suivi les positions du Novomoskovsk depuis une position située entre 155 et 165 degrés à bâbord et d'une distance comprise entre 11 et 13 km (5,9 à 7,0 milles nautiques). Le Grayling perd la trace du Novomoskovsk lorsque celui-ci changea sa trajectoire de 180 degrés. Pour réacquérir sa cible, le Grayling accéléra en direction du point de perte de contact à une vitesse de 8 à 15 nœuds (15 à 28 km/h).
Les vagues déferlantes créées dans les eaux peu profondes de la mer de Barents générèrent un parasitage sonore, de sorte que lorsque deux sous-marins s'abordent l'un l'autre de front, chacun ne détecte la présence de l'autre que lorsque la distance entre les deux n'est plus que de quelques centaines de mètres. Le sonar passif du Grayling détecte le Novomoskovsk à une distance d'environ un kilomètre (0,54 mille nautique). La distance se rapprochant et le Combat information center (en) du Grayling prenant du temps à décider quelle était la meilleure option pour éviter la collision, le commandant du Grayling, le Captain Richard Self, essaya de changer sa trajectoire et de faire surface, mais cette tentative est rendue impossible par la quantité de mouvement Grayling. Le Grayling entre en collision avec la structure supérieure du Novomoskovsk, qui sort de la collision avec une importante égratignure sur son avant tribord. Le sous-marin américain doit également déplorer des dégâts mineurs. Le sous-marin américain est réparé et reste en service jusqu'en 1997, date à laquelle il est finalement désarmé. Le Novomoskovsk reprendra également du service, et après une refonte totale, il est programmé pour rester en service au sein de la Marine russe jusqu'en 2020.

## Conséquences politiques
La deuxième collision entre des sous-marins américains et russes en à peine plus d'un an déclenche une avalanche de réactions de colère, tant à l'intérieur de l'administration Clinton qu'en Russie. L'information confirmant que l'US Navy maintenait sa surveillance sur les ports et les bases russes survient à peine une semaine avant un sommet prévu entre les présidents des deux pays. À cette époque, le gouvernement américain tentait d'améliorer les relations avec Moscou, en soutenant tout particulièrement les réformes menées par Eltsine. Pendant le sommet, qui se déroulait au Canada, Clinton promet qu'il demanderait une enquête non seulement sur l'incident, mais également sur les politiques « dont l'incident qui est arrivé est une conséquence involontaire »,.
La déclaration de Clinton suscite l'inquiétude au sein du commandement supérieur de l'US Navy, mais après une réunion rassemblant les principaux commandants de la Marine, ainsi qu'Anthony Lake le nouveau Conseiller à la sécurité nationale, la force sous-marine reçoit l'autorisation de continuer ses activités dans la mer de Barents, mais à une moindre échelle. Cet incident a également donné lieu à un gros effort pour limiter les procédures opérationnelles et à un effort pour améliorer la formation des officiers commandants de sous-marins.

## Sources et bibliographie
- Sherry Sontag et Christopher Drew (trad. de l'anglais par Pierrick Roullet), Guerre froide sous les mers : l'histoire méconnue des sous-marins espions américains [« The blindman's bluff : the untold story of American submarine espionage »], Rennes, Marine éd, 2004, 487 p. (ISBN 978-2-915379-15-0 et 2-915-37915-7, OCLC 469463967, BNF 39295725)les numéros de page indiqués en dans la section « Notes et références » sont ceux de l'édition américaines de 1998.
- (en) Robert Stern, The hunter hunted : submarine versus submarine : encounters from World War I to the present, Annapolis, MD, Naval Institute Press, 2007, 248 p. (ISBN 978-1-59114-379-6 et 1-59114-379-9, OCLC 123127537).
- (en) Craig W. Reed et William Reed, Crazy Ivan : Based on a True Story of Submarine Espionage, New York, Writers Showcase, 2003, 201 p. (ISBN 0-595-26506-5 et 978-0-595-00613-7, OCLC 47785235, lire en ligne).